# 任意後見契約に関する法律
任意後見契約に関する法律（にんいこうけんけいやくにかんするほうりつ、平成11年12月8日法律第150号）は、民法の後見制度に関する日本の法律である。通称、任意後見契約法。

全13条から成る。ここでいう「任意後見契約」とは、委任者が、受任者に対し、精神上の障害により事理を弁識する能力が不十分な状況における自己の生活、療養看護および財産の管理に関する事務の全部または一部を委託し、その委託に係る事務について代理権を付与する委任契約である（2条1号）。

## 構成
- 第1条（趣旨）
- 第2条（定義）
- 第3条（任意後見契約の方式）
- 第4条（任意後見監督人の選任）
- 第5条（任意後見監督人の欠格事由）
- 第6条（本人の意思の尊重等）
- 第7条（任意後見監督人の職務等）
- 第8条（任意後見人の解任）
- 第9条（任意後見契約の解除）
- 第10条（後見、保佐及び補助との関係）
- 第11条（任意後見人の代理権の消滅の対抗要件）
- 第12条（家事審判法 の適用）
- 第13条（最高裁判所規則）